# Java Servlet
Servlet（Server Applet），全称Java Servlet。是用Java编写的服务器端程序。其主要功能在于交互式地浏览和修改数据，生成动态Web内容。狭义的Servlet是指Java语言实现的一个接口，广义的Servlet是指任何实现了这个Servlet接口的類別，一般情况下，人们将Servlet理解为后者。
Servlet运行于支持Java的应用服务器中。从实现上讲，Servlet可以响应任何类型的请求，但绝大多数情况下Servlet只用来扩展基于HTTP协议的Web服务器。
最早支持Servlet标准的是JavaSoft的Java Web Server。此后，一些其它的基于Java的Web服务器开始支持标准的Servlet。

## 历史
| Servlet API 版本 | 发布日期                             | 平台                 | 重要变化                                                                    |
| ---------------- | ------------------------------------ | -------------------- | --------------------------------------------------------------------------- |
| Servlet 5.0      | 2020年6月12日 （页面存档备份，存于） | Jakarta EE 9         | 迁移包名到“jakarta.servlet”                                                 |
| Servlet 4.0.3    | 2019年3月13日 （页面存档备份，存于） | Jakarta EE 8         | 去除“Java”商标                                                              |
| Servlet 4.0      | 2017年9月 （页面存档备份，存于）     | Java EE 8            | HTTP/2                                                                      |
| Servlet 3.1      | 2013年5月 （页面存档备份，存于）     | Java EE 7            | Non-blocking I/O, HTTP protocol upgrade mechanism (WebSocket)               |
| Servlet 3.0      | 2009年12月                           | Java EE 6, Java SE 6 | Pluggability, Ease of development, Async Servlet, Security, File Uploading  |
| Servlet 2.5      | 2005年9月                            | Java EE 5, Java SE 5 | Requires Java SE 5, supports annotation                                     |
| Servlet 2.4      | 2003年11月                           | J2EE 1.4, J2SE 1.3   | web.xml uses XML Schema                                                     |
| Servlet 2.3      | 2001年8月                            | J2EE 1.3, J2SE 1.2   | Addition of Filter                                                          |
| Servlet 2.2      | 1999年8月                            | J2EE 1.2, J2SE 1.2   | Becomes part of J2EE, introduced independent web applications in .war files |
| Servlet 2.1      | 1998年11月                           | Unspecified          | First official specification, added RequestDispatcher, ServletContext       |
| Servlet 2.0      |                                      | JDK 1.1              | Part of Java Servlet Development Kit 2.0                                    |
| Servlet 1.0      | 1997年6月                            |                      |                                                                             |

## 工作模式
- 客户端发送请求至服务器
- 服务器启动并调用Servlet，Servlet根据客户端请求生成响应内容并将其传给服务器
- 服务器将响应返回客户端
- 其他

## 通用Servlet
一般來說，通用Servlet由javax.servlet.GenericServlet實作Servlet介面。程序设计人员可以通过使用或继承这个类来实现通用Servlet应用。

### HttpServlet
javax.servlet.http.HttpServlet实现了专门用于响应HTTP请求的Servlet，提供了响应对应HTTP标准请求的doGet()、doPost()等方法。

## 生命周期
当servlet被部署在应用服务器中（应用服务器中用于管理Java组件的部分被抽象成为容器）以后，由容器控制servlet的生命周期。除非特殊指定，否则在容器启动的时候，servlet是不会被加载的，servlet只会在第一次请求的时候被加载和实例化。servlet一旦被加载，一般不会从容器中删除，直至应用服务器关闭或重新启动。但当容器做記憶體回收动作时，servlet有可能被删除。也正是因为这个原因，第一次访问servlet所用的时间要大大多于以后访问所用的时间。
servlet在服务器的运行生命周期为，在第一次请求（或其实体被内存垃圾回收后再被访问）时被加载并执行一次初始化方法，跟着执行正式运行方法，之后会被常驻并每次被请求时直接执行正式运行方法，直到服务器关闭或被清理时执行一次销毁方法后实体销毁。

## 与JSP的关系
Java服务器页面（JSP）是HttpServlet的扩展。由于HttpServlet大多是用来响应HTTP请求，并返回Web页面（例如HTML、XML），所以不可避免地，在编写servlet时会涉及大量的HTML内容，这给servlet的书写效率和可读性带来很大障碍，JSP便是在这个基础上产生的。其功能是使用HTML的书写格式，在适当的地方加入Java代码片段，将程序员从复杂的HTML中解放出来，更专注于servlet本身的内容。
JSP在首次被访问的时候被应用服务器转换为servlet，在以后的运行中，容器直接调用这个servlet，而不再访问JSP页面。JSP的实质仍然是servlet。